# Vloedplank

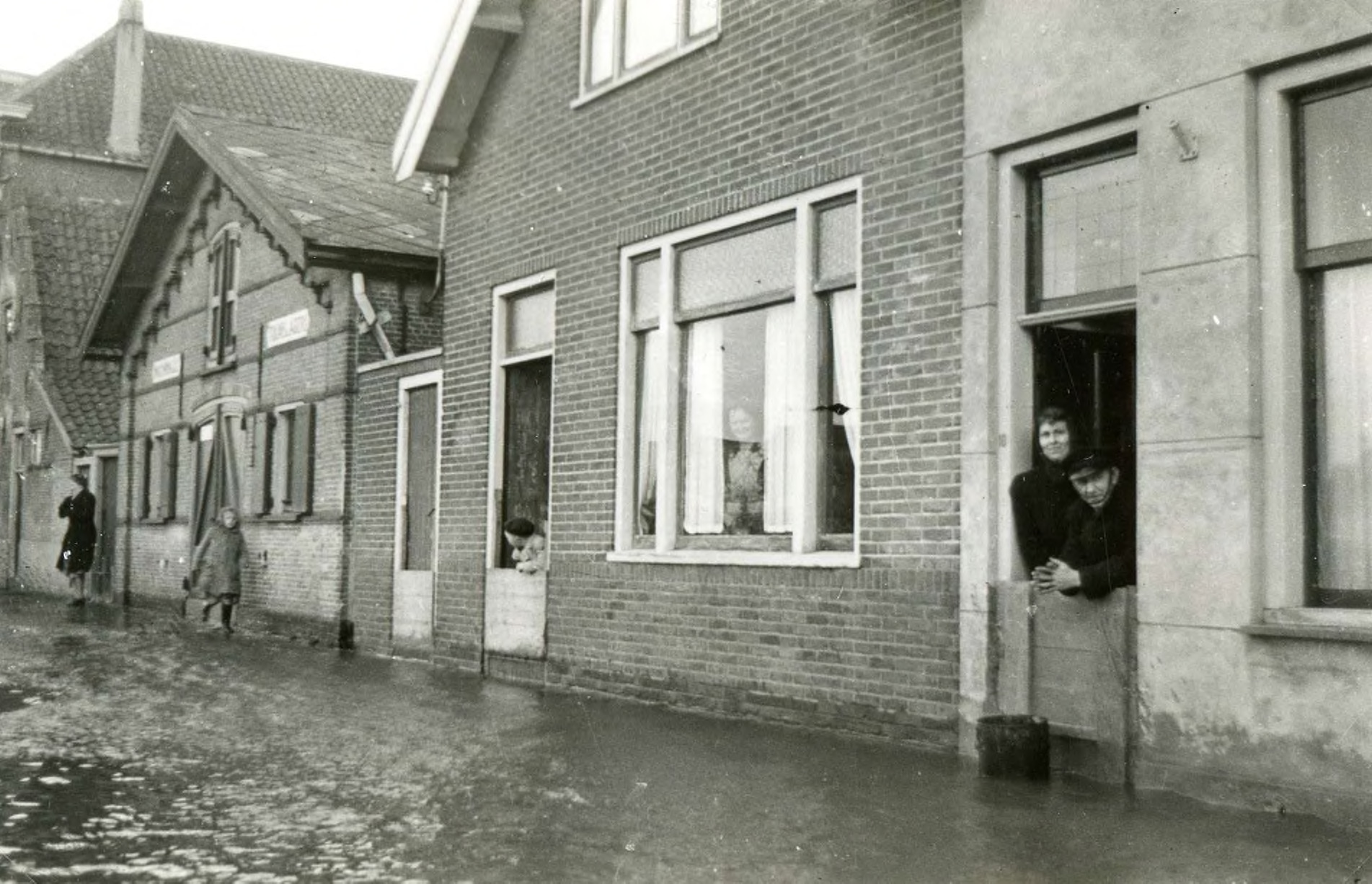
Vloedplanken in Brielle tijdens de stormvloed van 1942

Vloedplanken vormen een tijdelijke constructie die moet voorkomen dat hoogwater bij een stormvloed door de deur van een woning naar binnen stroomt. De vloedplanken passen in een sponning die voor dit doel gemaakt is.. Feitelijk gaat het om een kleine coupure; ook straten, stegen en sluisopeningen kunnen door vloedplanken worden afgesloten. Bij grotere openingen spreekt men wel over schotbalken.
Voor 1953 waren deze constructies op veel plaatsen in Nederland gebruikelijk, vooral bij woningen die op een dijk, langs een waterkering of langs havens of kanalen zijn gebouwd
Door de versterking van de dijken in het kader van de Deltawerken en vanwege strengere regelgeving zijn de meeste vloedplanken in Nederland overbodig geworden. Vaak ziet men bij oudere dijkwoningen nog de sponningen voor de schotplanken. In de Voorstraat te Dordrecht worden nog vloedplanken toegepast, omdat hier geen ruimte is voor verhoging van de waterkering.
In sommige gevallen bij huizen die aan de buitenkant van de dijk gebouwd zijn werd de voorgevel meegenomen bij de vaststelling van de waterkering. Bij deuren moesten dan in geval van hoogwater vloedplanken geplaatst worden om te voorkomen dat het water het huis uitstroomde en zo de polder inundeerde. Dit was bijvoorbeeld het geval bij de woningen aan de dijk in Papendrecht (zie foto). De rivier ligt hier dus achter het huis.
In landen waar men last heeft van plotselinge vloeden (stortvloed, flashfloods), meestal als gevolg van geconcentreerde regenval in berggebieden, stroomt ten tijde van hoge rivierafvoer het water vaak door de straten van het dorp (vaak een mengsel van water met veel zand en stenen). Ook in deze plaatsen worden vaak al eeuwen vloedplanken toegepast. Een voorbeeld hiervan is het stadje Chiuro in Lombarijde, Italië (zie foto; op Google streetview zijn op deze plaats twee deuren met vloedplanken te zien:   46.171766°N,  9.990189°E) 

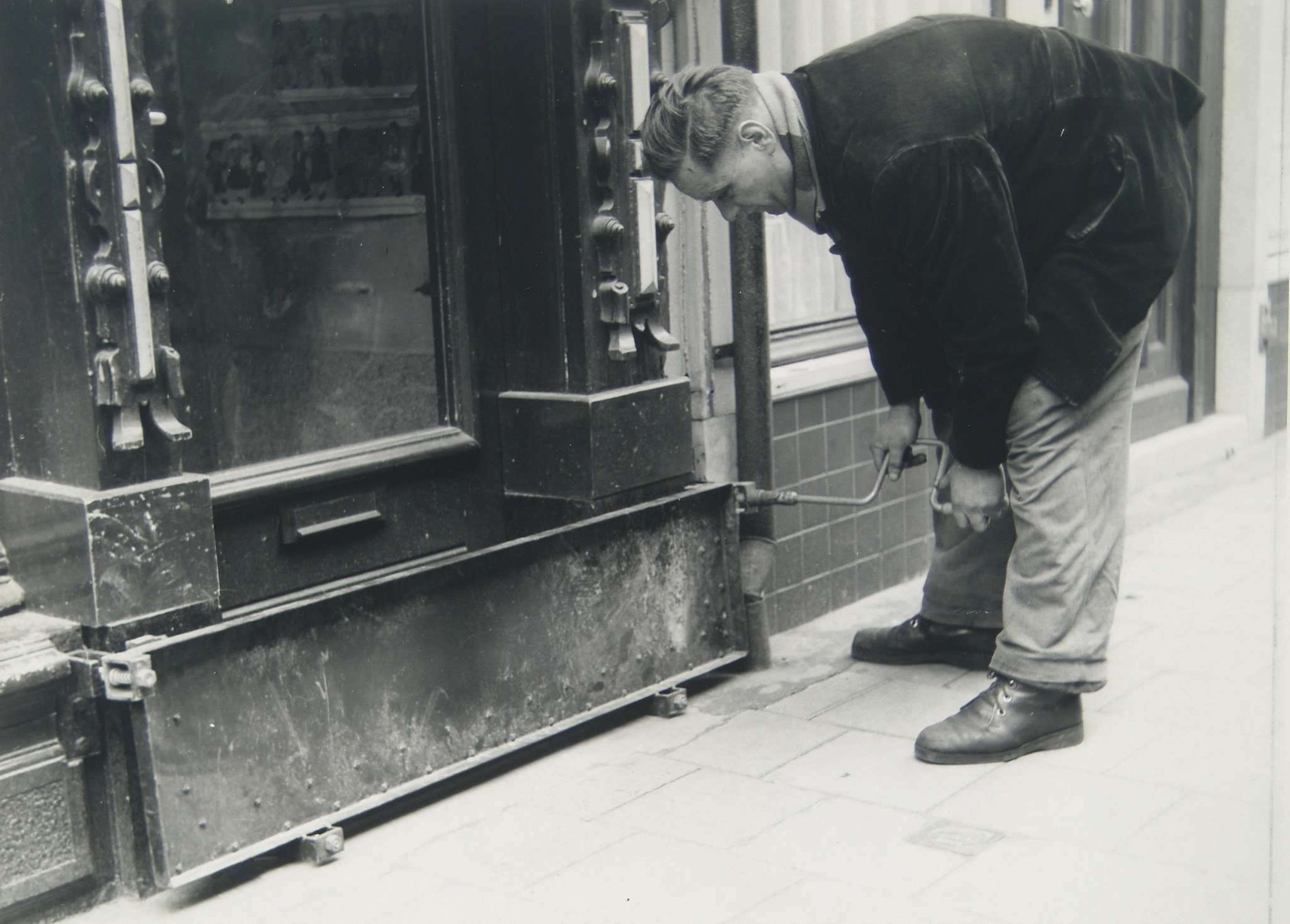
Plaatsing vloedplank in de Voorstraat in Dordrecht, voorafgaand aan een verwachte stormvloed in 1955
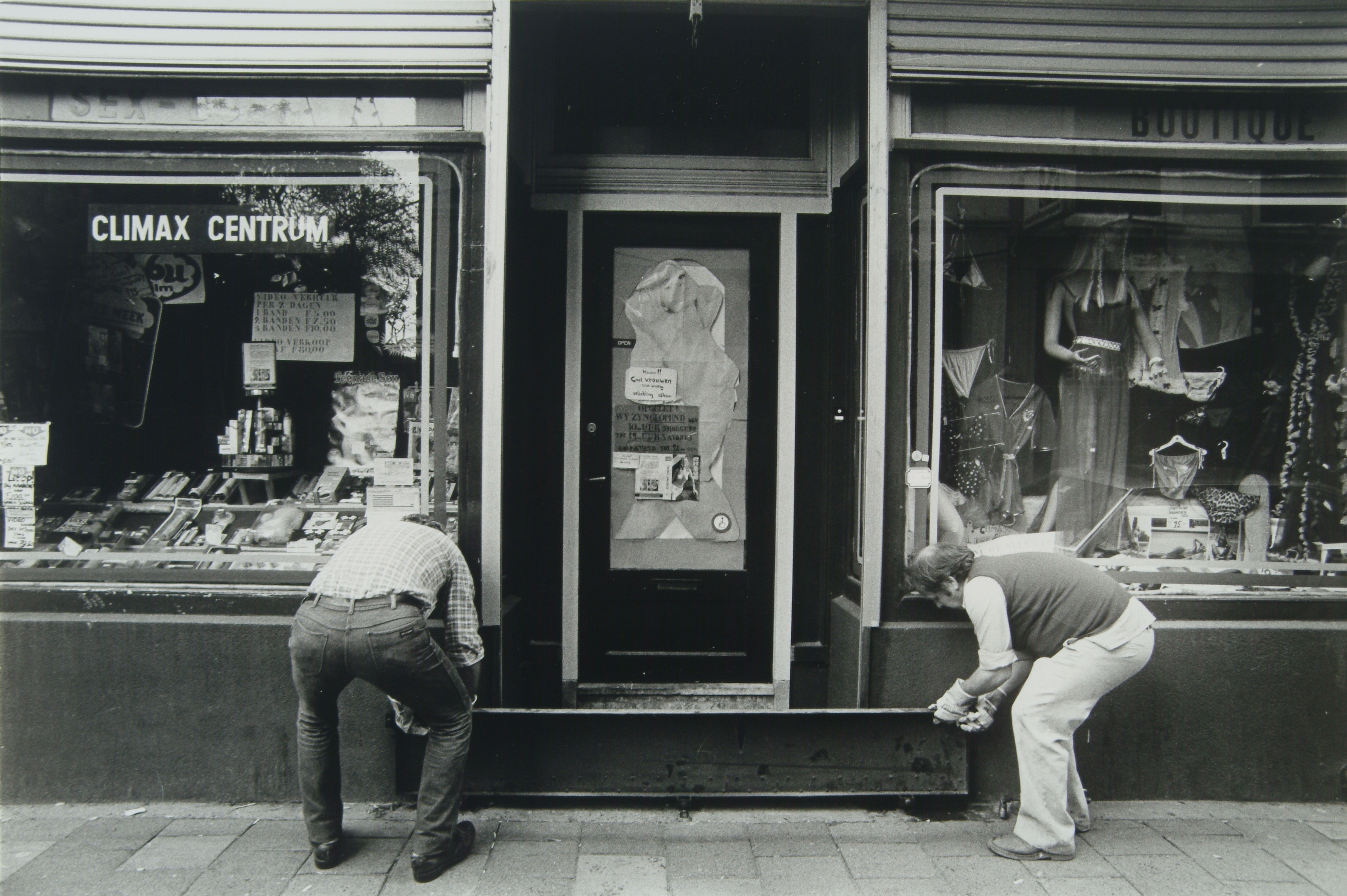
test van het plaatsen van vloedplanken (1983)
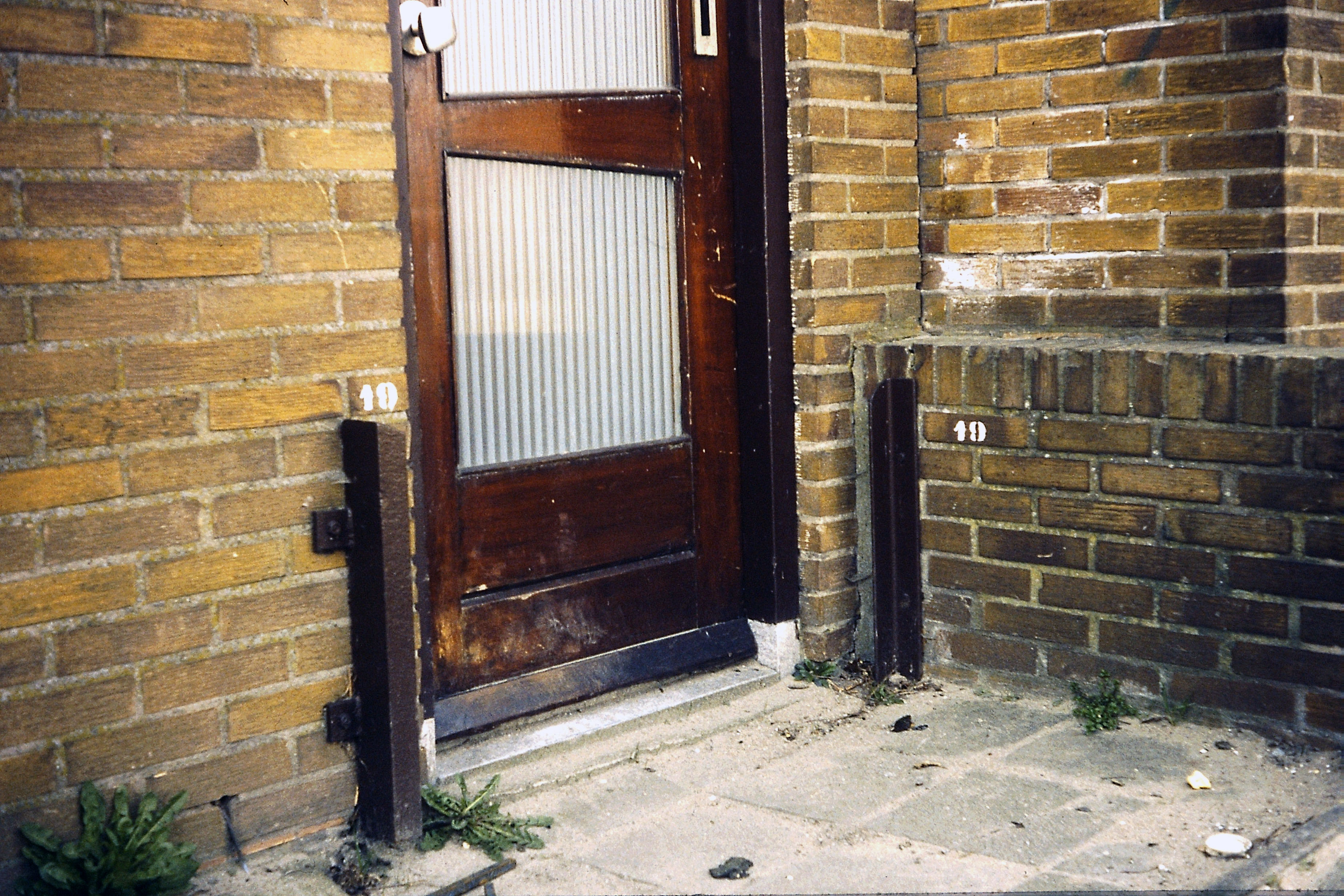
Sponningen voor vloedplanken op de dijk bij Papendrecht
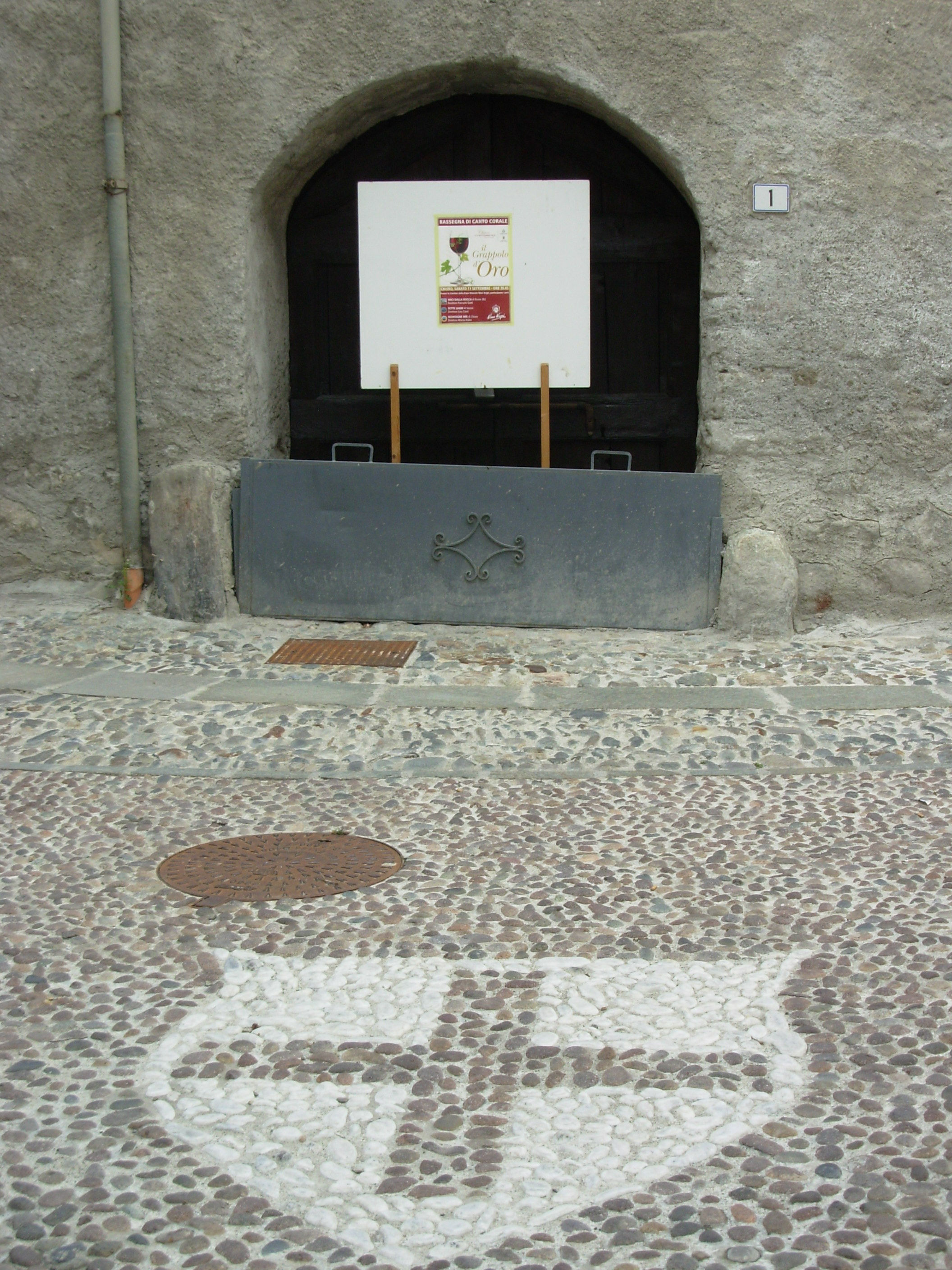
Vloedplank ter bescherming van een gebouw in Chiuro, Lombardije
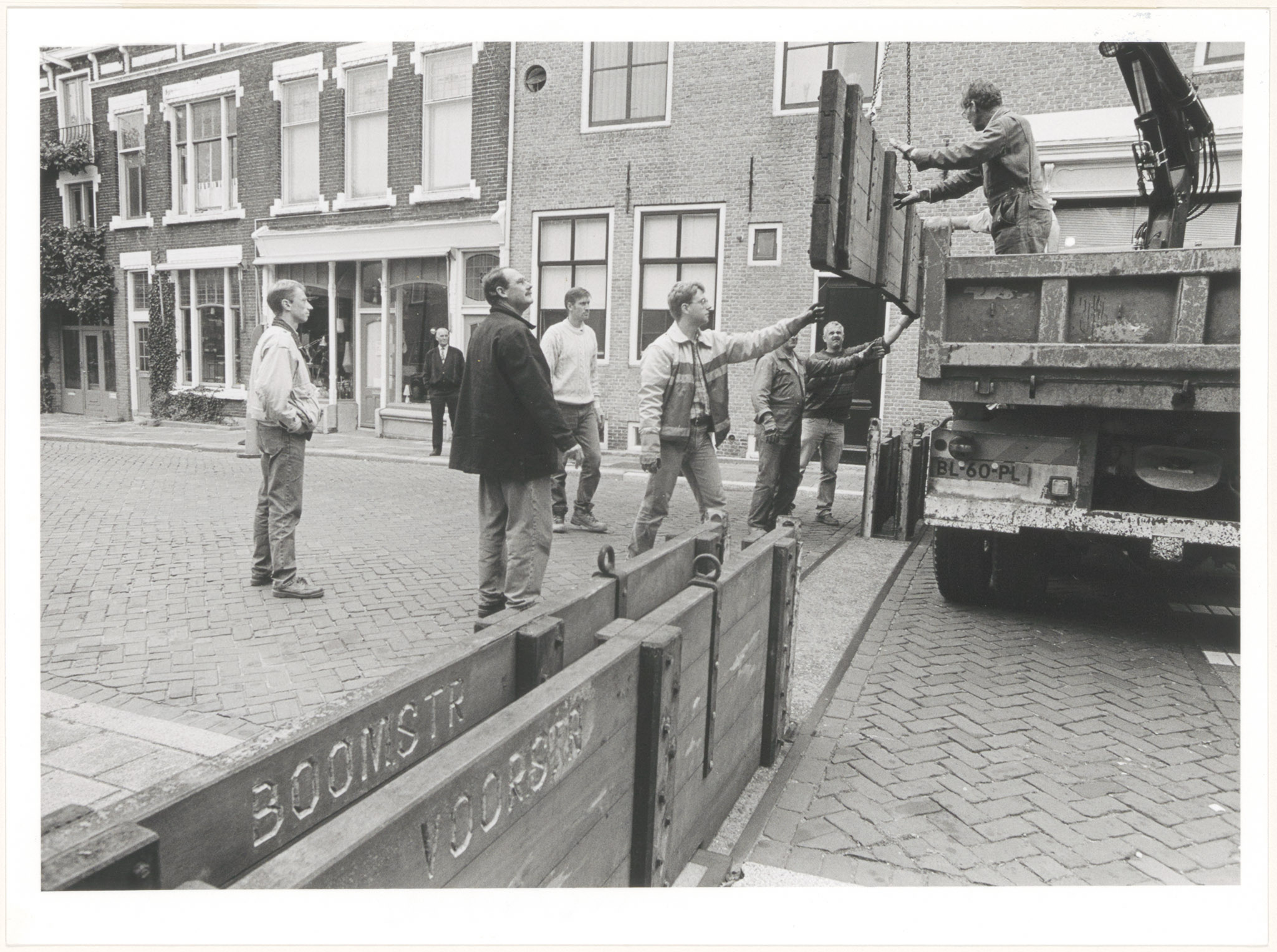
Vloedplanken plaatsen in Dordrecht